# Bangladesh Ansar
Le Bangladesh Ansar (également connu sous le nom d'Ansar Bahini) est une force auxiliaire paramilitaire chargée de préserver la sécurité intérieure et de faire respecter la loi au Bangladesh. Elle est administrée par le ministère de l'Intérieur du gouvernement du Bangladesh. Il s'agit de la plus grande force paramilitaire au monde.

## Étymologie
Le nom provient du mot arabe « ansar », qui désigne un « volontaire ». Les Ansar étaient les habitants de Médine qui, selon la tradition islamique, ont accueilli chez eux le prophète Mahomet et ses disciples (les Muhajirun) lorsqu'ils ont émigré de La Mecque pendant la hijra,.
La force de l'Ansar a été formée sous le nom d'« Ansars du Pakistan oriental » par la loi sur les Ansars du Pakistan oriental de 1948, et a été officiellement lancée le 12 février 1948. Le premier directeur de l'Ansar était James Buchanan, un fonctionnaire britannique nommé par le gouvernement de Khawaja Nazimuddin, alors ministre en chef du Bengale oriental. La force était placée sous l'administration du ministère de l'Intérieur de la province du Bengale oriental (connue plus tard sous le nom de Pakistan oriental).
L'accent était mis sur le recrutement dans les zones frontalières, où les Ansars étaient déployés pour interdire la contrebande et empêcher les émigrants de sortir illégalement des objets de valeur du pays. La force s'est rapidement développée. Au début de 1949, on comptait 118 000 Ansars. Pendant la guerre indo-pakistanaise de 1965, les Ansars ont été déployés dans les zones frontalières avec les East Pakistan Rifles (en) pour soutenir l'armée pakistanaise,.

## Histoire

### Guerre d'indépendance du Bangladesh
Pendant la guerre d'indépendance du Bangladesh en 1971, la plupart des Ansar ont rejoint les guérilleros des Forces du Bangladesh pour lutter contre l'armée pakistanaise. Le 17 avril 1971, 12 membres de l'Ansar ont présenté une garde d'honneur au gouvernement du Bangladesh en exil au 8 Theatre road. En conséquence, les Ansars ont été dissous par le gouvernement pakistanais,.

### Post-indépendance
Après l'indépendance du Bangladesh, la force a été reconstituée sous le nom de Bangladesh Ansar. Le gouvernement du président Ziaur Rahman a redonné de l'importance à l'Ansar, qu'il a désigné comme la « force de défense du peuple » et a formé des bataillons Ansar.

### Levée des bataillons Ansar
En 1976, 20 bataillons d'Ansar ont été constitués, à l'instar des bataillons de la police armée, afin d'augmenter les effectifs des forces de sécurité. Actuellement, 38 bataillons Ansar masculins et deux féminins sont déployés dans tout le pays. Les bataillons Ansar sont principalement déployés dans les Chittagong Hill Tracts (CHTs) pour les opérations de contre-insurrection (CIO) et dans la région sud-ouest du pays pour les opérations de contre-terrorisme,.

### Mutinerie de 1994 et réformes
En 1994, une mutinerie contre les bas salaires et les traitements injustes a été réprimée par les Bangladesh Rifles (en). Cela a entraîné une série de réformes par les gouvernements successifs, notamment la loi Ansar Bahini (1995), la loi Battalion Ansar (1995) et la loi Village Defence Party (en) (1995). En vertu de ces lois, l'Ansar Bahini et les bataillons Ansars ont été déclarés « force disciplinée » conformément à l'article 152 de la Constitution. Le gouvernement a également créé la Ansar VDP Unnayan Bank où les membres de l'Ansar-VDP avaient droit à des prêts et à des actions,.
En 1998, le Bangladesh Ansar et le VDP ont été récompensés par le National Standard, et en 2004, ils ont reçu l'Independence Day Award. En octobre 2008, le service des bataillons Ansars a été placé sous le régime de l'échelle nationale de rémunération, et ils ont eu droit à des rations familiales et à un uniforme de combat. En 2006, le rôle de l'Ansar- VDP a été étendu pour lutter contre la montée du militantisme. En 2016, l'Ansar Striking Force, une unité d'élite de 300 hommes, a été créée pour assurer la sécurité des diplomates.

## Rôle
Les missions déclarées d'Ansar sont les suivantes,, :
- D'assister le gouvernement ou toute autorité relevant du gouvernement en matière de sécurité publique ;
- Participer à toute activité d'intérêt public, conformément aux instructions du gouvernement, afin d'améliorer les conditions socio-économiques du pays ;
- Assister les forces de l'ordre dans la sécurité métropolitaine et industrielle ;
- Assister les forces armées du Bangladesh dans la défense nationale en temps de guerre ;
- Assurer la sécurité des personnalités nationales, des CIP et des diplomates, conformément aux instructions du gouvernement ;
- Participer à toute activité de gestion des catastrophes selon les instructions du gouvernement.

Les membres d'Ansar participent également à des programmes d'expansion de l'éducation, de plantation d'arbres, de contrôle de la population, d'émancipation des femmes et d'activités sanitaires.

## Organisation
Actuellement, il existe trois branches d'Ansar Bahini :  Ansar général, le bataillon Ansar et la force de défense des villages. Leur effectif combiné est de plus de six millions de personnes, ce qui constitue la plus grande force paramilitaire ou individuelle au monde.
L'Ansar est dirigée par un directeur général, qui dirige également le Parti de défense des villages (PDV).

## Quartier général
Le quartier général de l'Ansar est situé à Khilgaon, Dacca et les installations d'entraînement se trouvent à l'Académie Ansar & VDP du Bangladesh à Shafipur, Gazipur, au nord de la capitale.